# Tossicia
Tossicia ist eine italienische Gemeinde mit 1217 Einwohnern (Stand 31. Dezember 2023) in der Provinz Teramo in den Abruzzen. Sie liegt im Nationalpark Gran Sasso und Monti della Laga. Die Ortschaft ist Mitglied der Comunità Montana Gran Sasso.
Der Ort ist ein Zentrum des Kunsthandwerks, speziell der Spitzenklöppelei. Die einzige Sehenswürdigkeit ist die Kirche S. Antonio Abate. 1471 wurde das Portal von einem lombardischen Künstler namens And(r)eas Loman geschaffen. Die diesbezügliche Inschrift ist verstümmelt. Über den Porträtköpfen zu beiden Seiten des Portals wird in zwei Statuetten die Verkündigung dargestellt, links der Engel, rechts die Maria. In der zentralen Lünette erscheint der namensgebende Abt Antonio.

## Geschichte
Nach dem Kriegseintritt Italiens im Juni 1940 errichtete das faschistische Regime in Tossicia ein Internierungslager (campo di concentramento). Die Internierten waren in drei privaten Wohnhäusern innerhalb der Ortschaft untergebracht, in der Casa Mirti, der Casa Fabi und der Casa Di Marco.
Die Zustände waren jedoch unhaltbar. Es fehlte an fließendem Wasser, ein Krankenzimmer fehlte gänzlich, die Latrinen waren primitiv; das Lager war überbelegt und die Küche genügte den Anforderungen nicht. Im Februar 1941 wurden die ausländischen Juden nach Civitella del Tronto verlegt; an ihrer Stelle kamen 127 Chinesen nach Tossicia. Nachdem diese 1942 das Lager verlassen hatten, wurden 118 Fahrende aus Slowenien (zingari), Männer, Frauen und Kinder, in Tossicia aufgenommen. Diese mussten in den Sommermonaten wegen Unterhaltsarbeiten im Hausinneren teilweise im Freien übernachten und waren im Winter in den ungeheizten Räumen der Kälte ausgesetzt. Das Lager wurde erst Ende September 1943 aufgelöst.

## Weinbau
In der Gemeinde werden Reben der Sorte Montepulciano für den DOC – Wein Montepulciano d’Abruzzo angebaut.